# 히가시야마역 (나라현)
히가시야마역(일본어: 東山駅)은 일본 나라현 이코마시에 위치한 긴키 닛폰 철도 이코마 선의 철도역이다. 역 번호는 G 22이며, 상대식 승강장 2면 2선의 구조를 갖춘 고가역이다.

## 타는 곳
| 1 | G 이코마 선 | 상행 | 이코마 · 오사카난바 · 나라 · 아마가사키 · 고베산노미야 방면 | 당 역 환승 전용 |
| 2 | G 이코마 선 | 상행 | 이코마 · 오사카난바 · 나라 · 아마가사키 · 고베산노미야 방면 |                 |
| 2 | G 이코마 선 | 하행 | 오지 방면                                                   |                 |

## 이용 현황
- 2005년 11월 8일 : 3,844명
- 2008년 11월 18일 : 3,875명
- 2010년 11월 9일 : 3,761명
- 2012년 11월 13일 : 3,566명
- 2015년 11월 10일 : 3,802명

## 역 주변
- 국도 제168호선
- 긴키 대학 의학부 나라 병원

## 인접 역
| 긴키 닛폰 철도 이코마 선   | 긴키 닛폰 철도 이코마 선 | 긴키 닛폰 철도 이코마 선   |
| -------------------------- | ------------------------ | -------------------------- |
| G21 하기노다이 이코마 방면 | G 이코마 선              | 모토산조구치 G23 오지 방면 |